# Gnaphosa potanini
Gnaphosa potanini är en spindelart som beskrevs av Simon 1895. Gnaphosa potanini ingår i släktet Gnaphosa och familjen plattbuksspindlar. Inga underarter finns listade i Catalogue of Life.